# Käsesuppe

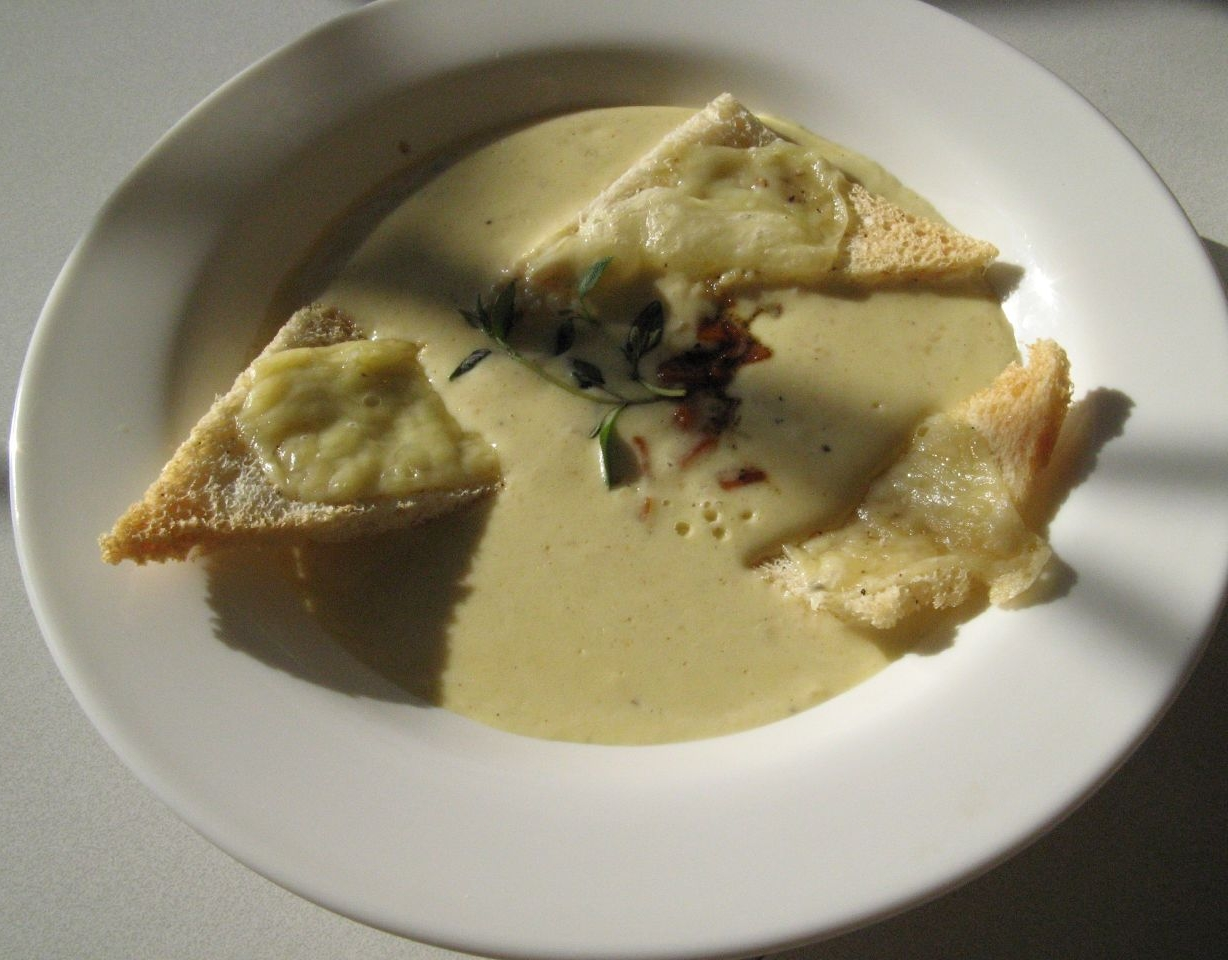
Vier-Käse-Suppe (Finnland)

Eine Käsesuppe ist eine Suppe, die mit einer der zahlreichen Arten Käse zubereitet wird. Grundlage bildet allgemein eine Mehlsuppe, eine Gemüsesuppe, eine Biersuppe, eine Brotsuppe oder auch nur eine Fleischbrühe; eine besondere Art ist die überbackene Käsesuppe. 
Eine althergebrachte Frühstückskost aus Österreich ist in Kärnten die Kassuppe aus kochender Magermilch mit Suppenkäse (vergorener, gekochter, gewürzter, gepresster und geräucherter Quark), die über altbackenes Bauernbrot gegossen wird. In der Steiermark besteht eine Käsesuppe aus einer mit Ei und Obers gebundenen Mehlsuppe, mit geriebenem Käse, gebähtem Brot und Schnittlauch, oder einfach nur süßer Milch und Schotten. Ähnlich ist in der Schweiz die Chässuppe mit Gruyère-Käse und Brot.

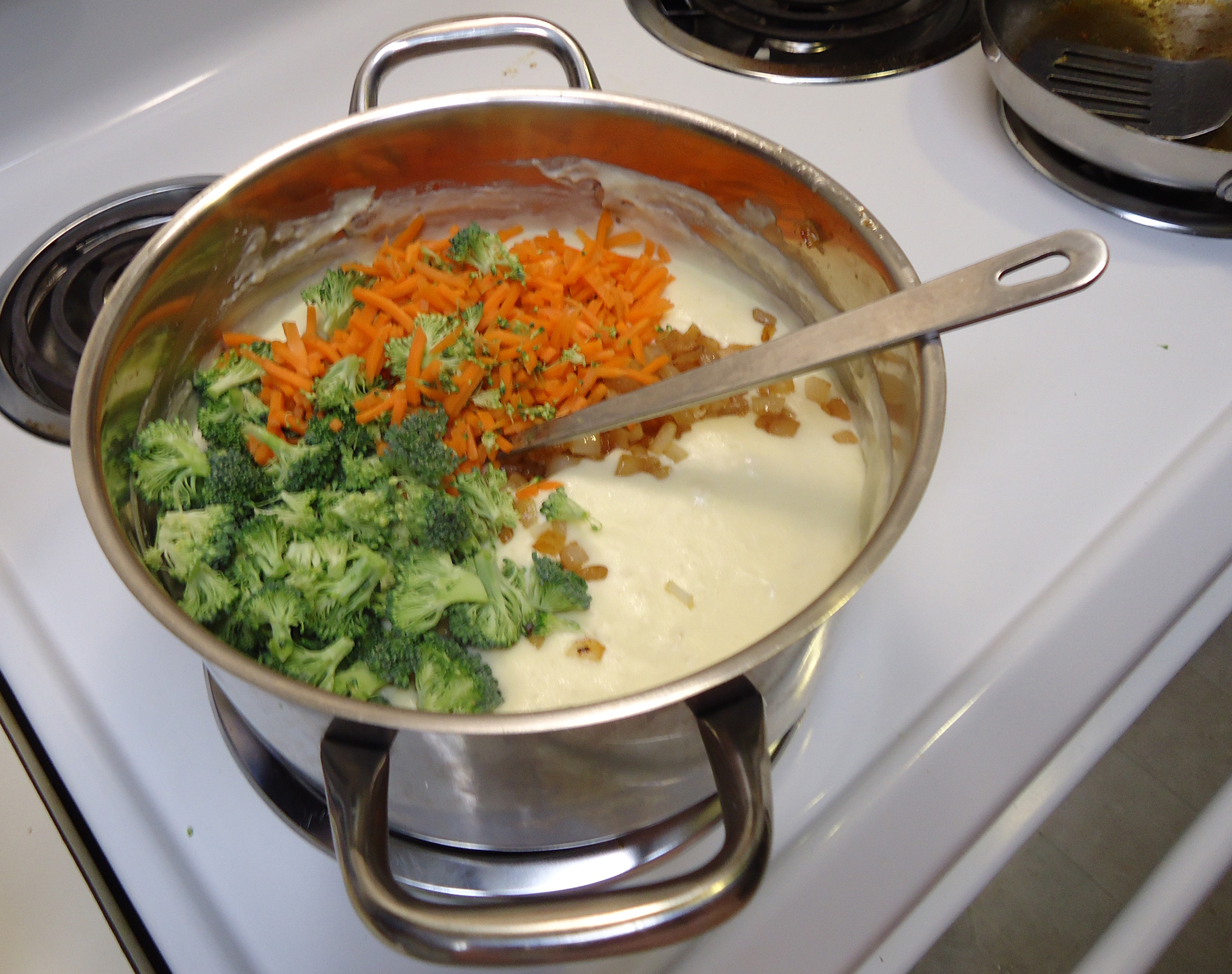
Herstellung einer Brokkoli-Käsesuppe

In den Vereinigten Staaten sind insbesondere eine Brokkoli-Käsesuppe und eine Cheddar-Käsesuppe bekannt.
In Italien ist die Zuppa alla pavese eine Käsesuppe mit auf Brotscheiben überbackenen Eiern.
In Frankreich wird die Soupe au fromage (auch soupe à l’oignon gratinée genannt) aus einer gewöhnlichen Zwiebelsuppe zubereitet, die in einer ofenfesten Schüssel über in Schichten angeordnete geröstete, mit geriebenem Käse bestreute Brotscheiben gegossen, wiederum mit geriebenem Käse und etwas geschmolzener Butter bestreut und schließlich im Ofen gratiniert wird.